# Nacional Foot Ball Club
Nacional FBC es un club de fútbol peruano, con sede en Mollendo, provincia de Islay, en 
el departamento de Arequipa. Fue fundado en 1923 y desde 2025 participa en la Liga 3, la tercera categoría del fútbol nacional.  
Fue el primer equipo de Juan Carlos Oblitas, ex seleccionado y técnico de la Selección Peruana de fútbol. 

## Historia

### 1923: Fundación
El club fue fundado el 18 de abril de 1923 en la localidad de Mollendo, Provincia de Islay, por un grupo de escolares del antiguo Colegio Nacional Augusto Leguía, actual CN Deán Valdivia. Su primer presidente fue Jorge Bouroncle Cáceres. 

### 1933-1957: Primeras giras y amistosos
Entre octubre y noviembre de 1933 realizó una gira por la ciudad de Lima donde jugó tres partidos. El primero perdió 2-0 ante un combinado Chalaco-Universitario, luego cayó 4-3 ante Sport Boys y finalmente perdió 3-2 con Telmo Carbajo.
En julio de 1939 hizo una gira a Arequipa donde ganó 5-3 a Sportivo Huracán y perdió 3-1 con White Star.
En 1951 recibió la visita de Melgar al que venció por 3-1. A inicios de 1957, recibió en Mollendo a White Star, campeón de la Liga de Arequipa el año anterior, al que venció por 2-1.

### 2019-2023: En la Copa Perú
En 2019 ganó la Liga Distrital de Mollendo después de 73 años, posteriormente ganó también la Liga Provincial de Islay, además fue campeón de la Liga Departamental de Arequipa, lo que significó su primera clasificación a una  Etapa Nacional de la Copa Perú en esa edición.
Su participación en la Etapa Nacional empezó con una victoria de local sobre Juventud Alba Roja (2-0), a este resultado le siguieron una derrota de visitante frente a Juvenil Quele (1-0), un empate de local y una derrota de visita frente a Futuro Majes (0-0 y 3-1), un empate de local frente a Juvenil Quele y una gran victoria sobre Juventud Alba Roja en condición de visitante (1-6). Estos resultado le sirvieron para sumar 8 puntos y además superar a Deportivo Maldonado (que también sumó 8) en puntos relativos y así ocupar la 32.° y última plaza de los dieciseisavos de final. En la siguiente ronda eliminó a Credicoop San Román con un global de 3-1. Fue eliminado en octavos de final por Comerciantes de Belén.
Participó de la Copa Perú 2021 donde fue eliminado en la Fase 1 del torneo por Futuro Majes con el que empató en la ida 1-1 como local y perdió 3-1 como visitante. En la Copa Perú 2022 fue campeón departamental tras ganar la liguilla final superando a Los Tigres, Deportivo Estrella y San Jacinto. Fue eliminado en dieciseisavos de final de la Etapa Nacional por San Andrés de Runtu con un marcador global de 5-2.
En la Copa Perú 2023 llegó nuevamente a la Etapa Nacional donde terminó octavo en la tabla general de la primera fase y clasificó a dieciseisavos de final donde eliminó a Bentín Tacna Heroica. En octavos de final quedó eliminado por Ecosem Pasco tras perder 3-0 de visita y empatar 2-2 de local.

### 2024: La gran campaña y el ascenso a la Liga 3
Para 2024 haría su mejor campaña hasta la fecha, en la Copa Perú 2024 inició su participación desde la Etapa Provincial donde logró el campeonato. En la Etapa Departamental llegó a la liguilla final donde obtuvo el subtítulo departamental y el pase a la Etapa Nacional luego de vencer por 2-0 en partido extra a Aurora. Terminó en el puesto 28 de la primera fase de la Etapa Nacional por lo que clasificó a dieciseisavos de final donde enfrentó a Unión Soratira al cual, tras ganar de local por 1-0 y perder de visita por el mismo marcador, eliminó en definición por penales. En octavos de final superó a Pacífico FC, también en penales, luego de ganar 2-1 como local y perder 2-1 de visitante para clasificar a la siguiente fase, además en esta misma etapa el otro representante del departamento que fue Viargoca FC queda eliminado y por ende, los rojiblancos aseguraban el ascenso a la nueva Liga 3. En la instancia de cuartos de final eliminó a Ecosem Pasco al que venció por 1-0 en partido único jugado en Lima. Finalmente queda eliminado del torneo en semifinales por FC Cajamarca en definición por penales luego de haber empatado 3-3 en tiempo regular; quedándose a un paso de ascender a la Liga 2 ya que solo los finalistas subirían a la segunda categoría, por lo tanto debía conformarse con el cupo a Liga 3 para el siguiente año.

## Sede
Su primer local estuvo ubicado en la calle Islay y posteriormente en la calle Comercio. En la actualidad el club cuenta con su local propio ubicado en la avenida Mariscal Castilla en la ciudad de Mollendo.

## Jugadores

### Futbolistas históricos
Nacional Foot Ball Club fue el club que vio nacer futbolísticamente a Juan Carlos Oblitas, antes de que pasara a las inferiores de Universitario de Deportes. Otro jugador destacado que inició su carrera en el club fue Faustino Delgado, que luego jugó en Sporting Cristal y la Selección Peruana de fútbol.

## Entrenadores
- Nikol Prado (2019-2021)
- Percy Manchego (2022)
- Alberto Murillo (2023 - Act.)

## Palmarés

### Torneos regionales
| Competición regional                 | Títulos                 | Subcampeonatos |
| ------------------------------------ | ----------------------- | -------------- |
| Liga Departamental de Arequipa (3/1) | 2019, 2022, 2023        | 2024           |
| Liga Provincial de Islay (3/1)       | 2019, 2022, 2024        | 2023.          |
| Liga Distrital de Mollendo (4/0)     | 1946, 2019, 2022, 2023. |                |